# Martin Landau

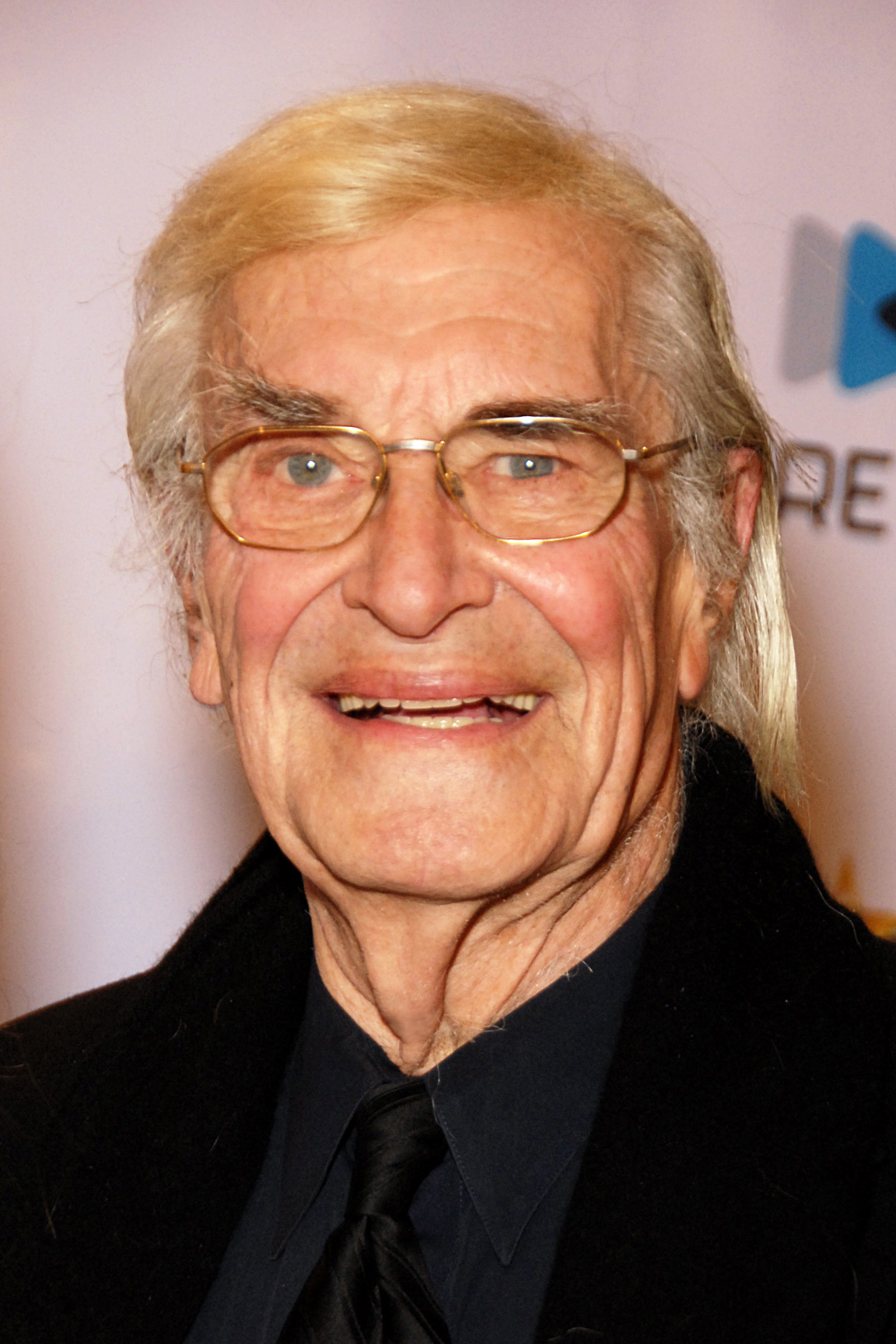
Martin Landau (2010)

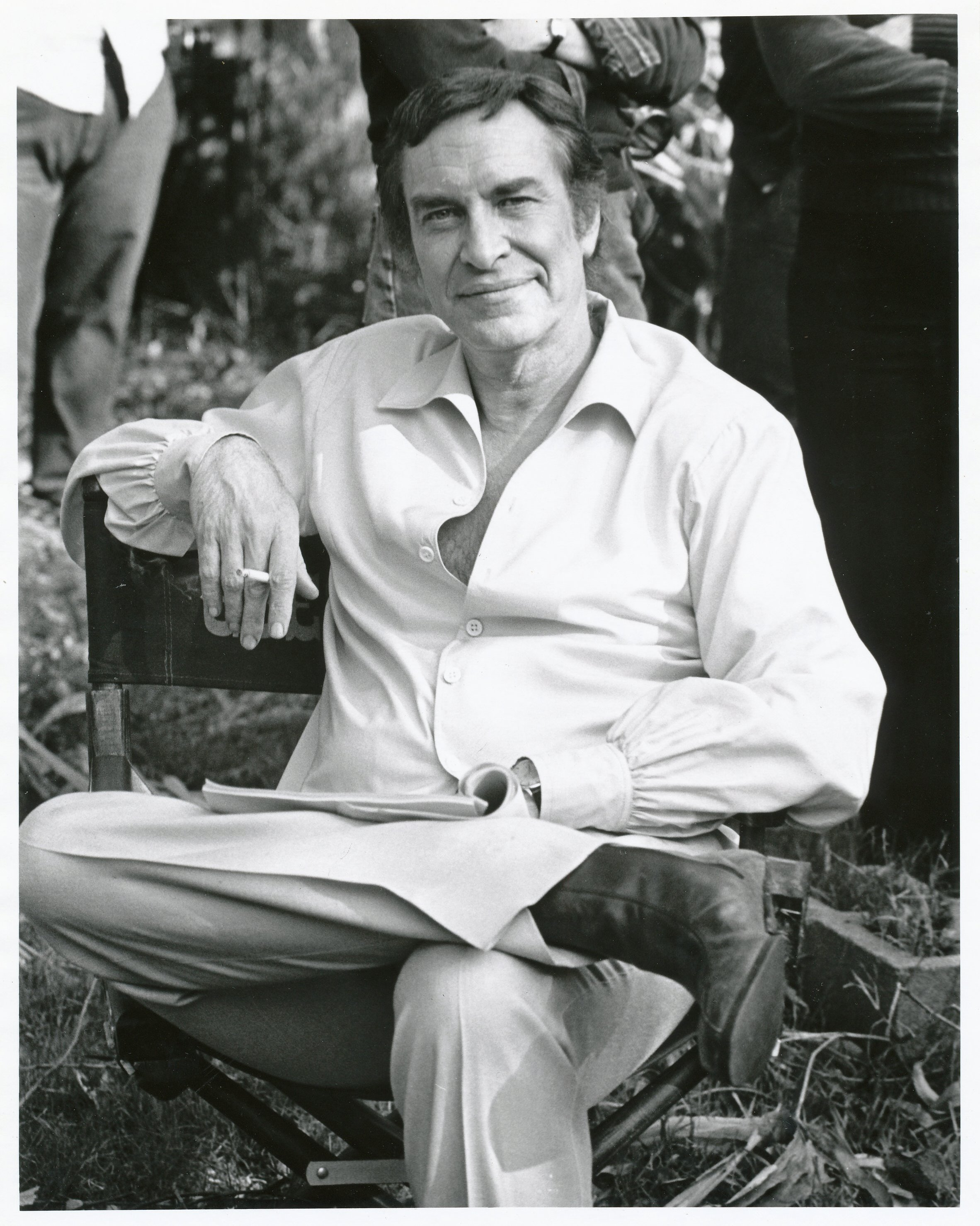
Martin Landau (1983)

Martin James Landau (* 20. Juni 1928 in Brooklyn, New York; † 15. Juli 2017 in Los Angeles) war ein US-amerikanischer Schauspieler. Für seine Rolle in Ed Wood gewann er 1995 den Oscar als bester Nebendarsteller. Internationale Bekanntheit erlangte er durch die Fernsehserien Kobra, übernehmen Sie und Mondbasis Alpha 1.

## Leben
Der Sohn von Selma (geb. Buchman) und Morris Landau kam aus einer jüdischen Familie. Sein Vater, ein aus Österreich stammender Mechaniker, kämpfte darum, seine Verwandten vor der Verfolgung durch die Nazis zu retten. Im Alter von 17 Jahren wurde Martin Landau Illustrator bei der New York Daily News, für die er insgesamt fünf Jahre tätig war. Zu dieser Zeit assistierte er auch Gus Edson als Cartoonist beim Comicstrip The Gumps. Anschließend besuchte er das Actors Studio von Lee Strasberg, wo er sich mit dem Studienkollegen James Dean anfreundete. Ende der 1950er Jahre trat Landau erstmals in Hollywoodfilmen auf. 1955 lernte er die Schauspielerin Barbara Bain kennen, die bei ihm Schauspielunterricht nahm. Sie heirateten 1957. Zwei Jahre später erhielt er seine erste Rolle in einem größeren Hollywoodfilm, in Hitchcocks Thriller Der unsichtbare Dritte spielte er einen Handlanger mit homosexuellen Untertönen.
In Deutschland wurde Landau vor allem durch seine mehrjährige Mitarbeit in den Fernsehserien Mondbasis Alpha 1 und Kobra, übernehmen Sie bekannt. Dazu kamen zahlreiche Gastrollen in populären Serien wie Bonanza oder Rauchende Colts. 1969 kam allerdings das Ende für ihn bei Kobra, übernehmen Sie, da er wegen zu hoher Gagenforderungen aus der Serie gestrichen wurde. Daraufhin stieg auch seine Frau Barbara Bain trotz gültigen Vertrags aus der Serie aus. Seine größten Erfolge in späteren Jahren feierte Landau durch Auftritte in Filmen von Woody Allen und Tim Burton. In Burtons Filmbiografie Ed Wood spielte er die Rolle des abgehalfterten Dracula-Schauspielers Bela Lugosi, für die er den Oscar als bester Nebendarsteller erhielt. Weitere Nominierungen bekam er für seine Rollen in dem Filmdrama Tucker von Francis Ford Coppola und in Allens Mischung aus Drama und Komödie Verbrechen und andere Kleinigkeiten. Drei Mal wurde der Schauspieler mit einem Golden Globe Award ausgezeichnet, fünf Mal war er in der Endauswahl für einen Emmy.
In der Bibelverfilmung Die Bibel – Josef stellte Landau Jakob dar, in Am Anfang, einer weiteren Bibelverfilmung, verkörperte er Abraham. In dem Fernsehfilm Max und Helen porträtierte er Simon Wiesenthal. Neben seinen Kinorollen hatte er eine regelmäßige Gastrolle in der Kriminal-Fernsehserie Without a Trace. Bis zuletzt war er als Schauspieler aktiv, sein Schaffen umfasst mehr als 150 Film- und Fernsehproduktionen.
Seiner Ehe mit Barbara Bain entstammen zwei Töchter, die beide im Filmgeschäft tätig sind. Während Susan Landau Finch Produzentin ist, wählte Juliet Landau den Beruf der Schauspielerin. 1993 wurde Martin Landau geschieden. Er starb im Juli 2017 im Alter von 89 Jahren im Universitätsklinikum Los Angeles nach unerwarteten Komplikationen.

## Filmografie (Auswahl)
- 1958: Lawman (Fernsehserie, Folge 1x05)
- 1959: Maverick (Fernsehserie, Folge 2x05)
- 1959: Mit Blut geschrieben (Pork Chop Hill)
- 1959: Der unsichtbare Dritte (North by Northwest)
- 1961: Bonanza (Fernsehserie, Folge 2x26)
- 1961: Kein Fall für FBI (The Detectives, Fernsehserie, Folge 3x03)
- 1963: Cleopatra
- 1964: Preston & Preston (The Defenders, Fernsehserie, Folge 3x19)
- 1965: Die größte Geschichte aller Zeiten (The Greatest Story Ever Told)
- 1965: Vierzig Wagen westwärts (The Hallelujah Trail)
- 1966: Nevada Smith
- 1966: Solo für O.N.C.E.L.
- 1966–1969 Kobra, übernehmen Sie (Mission Impossible, Fernsehserie, 76 Folgen)
- 1970: Zehn Stunden für Virgil Tibbs (They Call Me Mister Tibbs)
- 1971: Kein Requiem für San Bastardo (A Town Called Hell)
- 1973: Columbo: Doppelter Schlag (Double Shock, Fernsehreihe)
- 1975–1978: Mondbasis Alpha 1 (Space: 1999; Fernsehserie, 48 Folgen)
- 1976: Feuerstoß (Una Magnum special per Tony Saitta)
- 1979: Meteor (Meteor)
- 1980: Das Geheimnis der fliegenden Teufel (Without Warning)
- 1980: The Return – Tödliche Bedrohung (The Return)
- 1983: The Being
- 1984: Access Code – Die totale Überwachung (Access Code)
- 1984: Mord ist ihr Hobby (Murder, She Wrote, Fernsehserie, Folge 1x02)
- 1987: Cyclone
- 1988: Run If You Can! …oder Du bist das nächste Opfer (Run If You Can)
- 1988: Tucker
- 1989: Verbrechen und andere Kleinigkeiten (Crimes and Misdemeanors)
- 1990: Max und Helen (Max and Helen)
- 1990: Condition Red (By Dawn’s Early Light)
- 1992: Mistress
- 1993: 12:01
- 1993: Sliver
- 1993: Cold Heart – Der beste Bulle von L.A. (No Place to Hide)
- 1994: Begegnungen – Intersection (Intersection)
- 1994: Ed Wood
- 1995: Die Bibel – Josef (Joseph)
- 1996: City Hall
- 1996: Die Legende von Pinocchio (The Adventures of Pinocchio)
- 1997: Beverly Hills Beauties (B*A*P*S)
- 1998: Rounders
- 1998: Akte X – Der Film (The X-Files)
- 1999: EDtv
- 1999: Sleepy Hollow
- 1999: Bonanno: A Godfather’s Story
- 1999: Die neuen Abenteuer des Pinocchio (The New Adventures of Pinocchio)
- 2000: Ready to Rumble
- 2000: Am Anfang (In the Beginning)
- 2001: The Majestic
- 2003: Hollywood Cops (Hollywood Homicide)
- 2004: Von Hitlers Schergen gehetzt (The Aryan Couple)
- 2004–2009: Without a Trace – Spurlos verschwunden (Without a Trace, Fernsehserie, 5 Episoden)
- 2006: Love Made Easy
- 2006: Entourage (Fernsehserie, 4 Folgen)
- 2008: City of Ember – Flucht aus der Dunkelheit (City of Ember)
- 2008: Immer noch Liebe! (Lovely, Still)
- 2009: #9 (9, Stimme für #2)
- 2009: In Plain Sight – In der Schusslinie (In Plain Sight, Fernsehserie)
- 2011: Have a Little Faith
- 2011: Mysteria
- 2012: Frankenweenie (Stimme von Mr. Rzykruski)
- 2015: Remember
- 2017: Without Ward

## Auszeichnungen
- 1968 Golden Globe als bester männlicher TV-Hauptdarsteller in der Serie Kobra, übernehmen Sie (Mission Impossible)
- 1989 Golden Globe als bester Nebendarsteller in (Tucker: The Man and His Dream)
- 1995 Oscar als bester Nebendarsteller in Ed Wood
- 1995 Golden Globe als bester Nebendarsteller in Ed Wood
- 1995 Screen Actors Guild Award als bester Nebendarsteller in Ed Wood
- 1995 Saturn Award als bester Hauptdarsteller in Ed Wood
- 1995 American Comedy Award als bester Nebendarsteller in Ed Wood
- 2001 Stern auf dem Hollywood Walk of Fame bei 6801 Hollywood Boulevard

### Nominierungen
- 1967, 1968, 1969 Emmy als bester männlicher Hauptdarsteller in einer Dramaserie (Kobra, übernehmen Sie)
- 1989 Oscar als bester Nebendarsteller in Tucker (Tucker: The Man and His Dream)
- 1990 Oscar als bester Nebendarsteller in Verbrechen und andere Kleinigkeiten (Crimes and Misdemeanors)
- 1995 BAFTA Award als bester Nebendarsteller in Ed Wood
- 2004 Emmy als bester männlicher Gastdarsteller in einer Dramaserie (Without a Trace – Spurlos verschwunden)
- 2005 Emmy als bester männlicher Gastdarsteller in einer Dramaserie (Without a Trace – Spurlos verschwunden)
- 2007 Emmy als bester männlicher Gastdarsteller in einer Comedyserie (Entourage)